# Alfa Romeo 2300 Le Mans
Alfa Romeo 2300 Le Mans – samochód sportowy produkowany przez włoską firmę Alfa Romeo w latach 1931–1934. Wyposażony był on w otwarte nadwozie. Samochód był napędzany przez silnik o pojemności 2,3 l. 

## Dane techniczne
- Silnik: R8 2,3 l (2336 cm³)
- Układ zasilania: b.d.
- Średnica × skok tłoka: b.d.
- Stopień sprężania: b.d.
- Moc maksymalna: 142 KM (104 kW)
- Maksymalny moment obrotowy: b.d.
- Prędkość maksymalna: b.d.